# Torsten Palm
Torsten Palm (ur. 23 lipca 1947 roku w Kristinehamn) – szwedzki kierowca Formuły 1.

## Kariera
W 1963 w samochodzie Saab 96 zajął drugie miejsce w Rajdzie Szwecji, rok później powtórzył ten wynik w Lotusie Cortina.
Po startach w rajdach z Volvo, w 1969 roku Palm przeszedł do Skandynawskiej Formuły 3, by startować w Brabhamie, trzy razy zajął drugą pozycję w wyścigu. W tym roku wystartował również w szwedzkim zespole w Europejskim Pucharze Formuły 3. Rok później wygrywając trzy z czterech wyścigów Skandynawskiej Formuły 3 walczył tytuł. W 1971 roku wystartował w Primeiro Torneio Brasileiro Brazylijskiej Formuły 3, zdobył także drugi tytuł mistrzowski wygrywając dwa wyścigi w Skandynawskiej Formule 3. Podczas Francuskiej i Brytyjskiej rundy Formuły 3 na torze Circuit Paul Ricard zajął 20 pozycję, do kolejnego wyścigu na Circuit de Nevers Magny-Cours się nie zakwalifikował. W Schleizer Dreieck wziął udział w rundzie mistrzostw Niemiec Wschodnich, jednak nie udało mu się ukończyć wyścigu. W 1973 roku startował w zespole Surtees w Formule 2. Zajął trzecie miejsce podczas wyścigu na torze w Karlskoga.
W wyścigach Grand Prix Formuły 1 zadebiutował w Grand Prix Włoch w 1975 roku. Startując dla zespołu Polar Caravans w bolidzie Hesketh 308B nie zakwalifikował się do wyścigu. Wystartował w Grand Prix Szwecji, w kwalifikacjach osiągnął 21 czas, w słonecznym wyścigu nie udało mu się dojechać do mety, ponieważ na dwa okrążenia przed metą, w bolidzie skończyło mu się paliwo, mimo to został sklasyfikowany na dziesiątej pozycji. W klasyfikacji generalnej zajął 30. miejsce.
Po wyścigach w Formule 1 pracował z Eje Eigh.
W latach 1993–2004 prowadził swój salon samochodowy w Lidingö, w którym sprzedał około 3000 samochodów. Był agentem Ferrari, sprzedał 15 samochodów tej marki.
W 1995 roku ścigał się po raz ostatni. Pracuje w warsztacie w Szwecji.

## Życie prywatne
Jego brat Gunnar Palm, był kierowcą rajdowym.

## Wyniki w Formule 1
| Legenda oznaczeń w tabelach wyników Wyświetl szablon na nowej stronie | Legenda oznaczeń w tabelach wyników Wyświetl szablon na nowej stronie                                                                     |
| Oznaczenie                                                            | Wyjaśnienie |
| --------------------------------------------------------------------- | --- |
| Złoty                                                                 | Zwycięzca lub mistrzostwo |
| Srebrny                                                               | 2. miejsce lub wicemistrzostwo |
| Brązowy                                                               | 3. miejsce lub II wicemistrzostwo |
| Zielony                                                               | Ukończył, punktował (w klasyfikacji generalnej, gdy zdobył co najmniej jeden punkt na przestrzeni sezonu, poza trzema powyższymi opcjami) |
| Niebieski                                                             | Ukończył, nie punktował (w klasyfikacji generalnej, gdy nie zdobył co najmniej jednego punktu na przestrzeni sezonu)                      |
| Czerwony                                                              | Nie zakwalifikował się (NZ) |
| Czerwony                                                              | Nie prekwalifikował się (NPK) |
| Różowy                                                                | Nie ukończył (NU) |
| Różowy                                                                | Niesklasyfikowany (NS) (w klasyfikacji generalnej, gdy nie został sklasyfikowany w żadnym wyścigu sezonu)                                 |
| Czarny                                                                | Zdyskwalifikowany (DK) |
| Czarny                                                                | Wykluczony (WYK/EX) |
| Biały                                                                 | Nie wystartował (NW) |
| Biały                                                                 | Kontuzjowany (K/INJ) |
| Biały                                                                 | Wyścig odwołany (OD/C) |
| Bez koloru                                                            | Został wycofany (WYC/WD) |
| Bez koloru                                                            | Nie przybył (NP/DNA) |
| Bez koloru                                                            | Nie brał udziału w treningach (NT/DNP) |
| Bez koloru                                                            | Nie został zgłoszony (–) |
| Pogrubienie                                                           | Start z pole position |
| Kursywa                                                               | Najszybsze okrążenie wyścigu |
| †                                                                     | Nie ukończył, ale jego rezultat został zaliczony ze względu na przejechanie więcej niż 90% dystansu wyścigu.                              |
| *                                                                     | Sezon w trakcie |
| 1/2/3                                                                 | Punktowana pozycja w sprincie kwalifikacyjnym                                                                                             |
| Lista systemów punktacji Formuły 1                                    | |

| Rok  | Zespół         | Bolid        | Silnik      | Wyniki w poszczególnych eliminacjach | Wyniki w poszczególnych eliminacjach | Wyniki w poszczególnych eliminacjach | Wyniki w poszczególnych eliminacjach | Wyniki w poszczególnych eliminacjach | Wyniki w poszczególnych eliminacjach | Wyniki w poszczególnych eliminacjach | Wyniki w poszczególnych eliminacjach | Wyniki w poszczególnych eliminacjach | Wyniki w poszczególnych eliminacjach | Wyniki w poszczególnych eliminacjach | Wyniki w poszczególnych eliminacjach | Wyniki w poszczególnych eliminacjach | Wyniki w poszczególnych eliminacjach | Pozycja | Punkty |
| ---- | -------------- | ------------ | ----------- | ------------------------------------ | ------------------------------------ | ------------------------------------ | ------------------------------------ | ------------------------------------ | ------------------------------------ | ------------------------------------ | ------------------------------------ | ------------------------------------ | ------------------------------------ | ------------------------------------ | ------------------------------------ | ------------------------------------ | ------------------------------------ | ------- | ------ |
| 1975 | Polar Caravans | Hesketh 308B | Cosworth V8 | Argentyna                            | Brazylia                             |                                      |                                      | Monako                               | Belgia                               | Szwecja                              | Holandia                             | Francja                              | Wielka Brytania                      | Niemcy                               | Austria                              | Włochy                               | Stany Zjednoczone                    | 30      | 0      |
| 1975 | Polar Caravans | Hesketh 308B | Cosworth V8 | -                                    | -                                    | -                                    | -                                    | NZ                                   | -                                    | 10                                   | -                                    | -                                    | -                                    | -                                    | -                                    | -                                    | -                                    | 30      | 0      |